# Kony Ealy
Kony Ealy (St. Louis, 21 dicembre 1991) è un giocatore di football americano statunitense che gioca nel ruolo di defensive end per gli Edmonton Elks della Canadian Football League (CFL). Fu scelto nel corso del secondo giro (60º assoluto) del Draft NFL 2014 dai Carolina Panthers. Al college ha giocato a football all'Università del Missouri

## Carriera professionistica

### Carolina Panthers

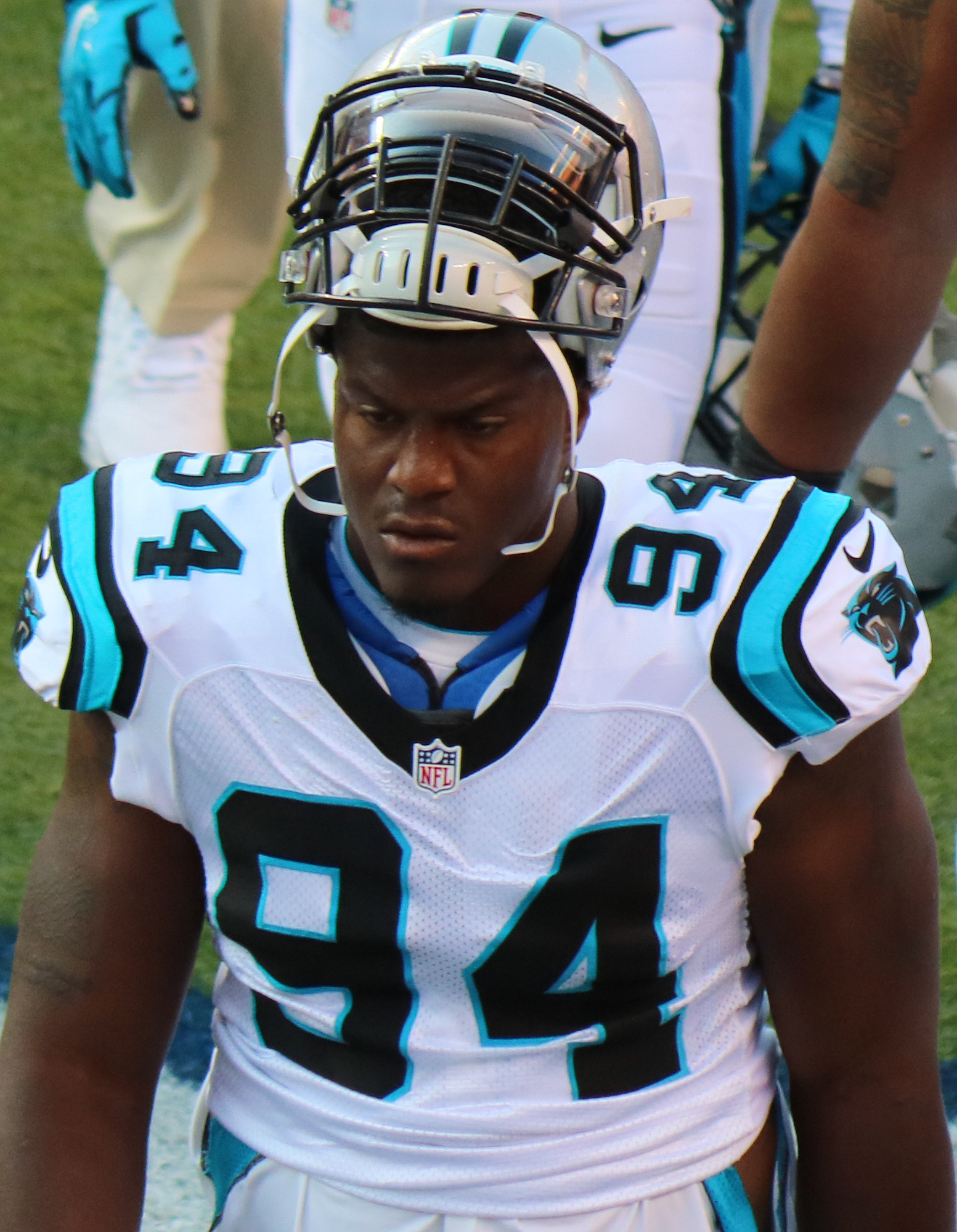
Ealy nel 2016 coi Panthers

Ealy fu scelto dai Carolina Panthers nel corso del secondo giro del Draft 2014. Debuttò come professionista subentrando nella gara della settimana 2 vinta contro i Detroit Lions. Il primo sack in carriera lo mise a segno su Russell Wilson dei Seattle Seahawks nella settimana 8. A fine anno fu inserito nella formazione ideale dei rookie dalla Pro Football Writers Association dopo avere messo a segno 12 tackle e 4 sack in 15 presenze.
Nella stagione 2015, i Panthers raggiunsero il Super Bowl 50, venendo sconfitti dai Denver Broncos, in una gara in cui Ealy pareggiò il record del Super Bowl di Reggie White e Darnell Dockett con 3 sack. In quella partita fece anche registrare un intercetto e forzò un fumble, diventendo il primo giocatore della storia dell'evento con un intercetto e più di un sack. Inoltre fa il primo giocatore dal 1993 a far registrare più di un sack, un intercetto e a forzare un fumble in una singola gara di playoff.

### New England Patriots
Il 10 marzo 2017, Ealy fu scambiato con i New England Patriots. Il 26 agosto 2017 fu svincolato.

### New York Jets
Il 27 agosto 2017, Ealy firmò con i New York Jets.

## Palmarès

### Franchigia
- National Football Conference Championship: 1

Carolina Panthers: 2015

### Individuale
- PFWA All-Rookie Team - 2014

## Statistiche
| Partite totali      | 47   |
| Partite da titolare | 15   |
| Tackle              | 76   |
| Sack                | 14,0 |
| Intercetti          | 1    |

Statistiche aggiornate alla stagione 2016